# 砂丘 (クルアーン)

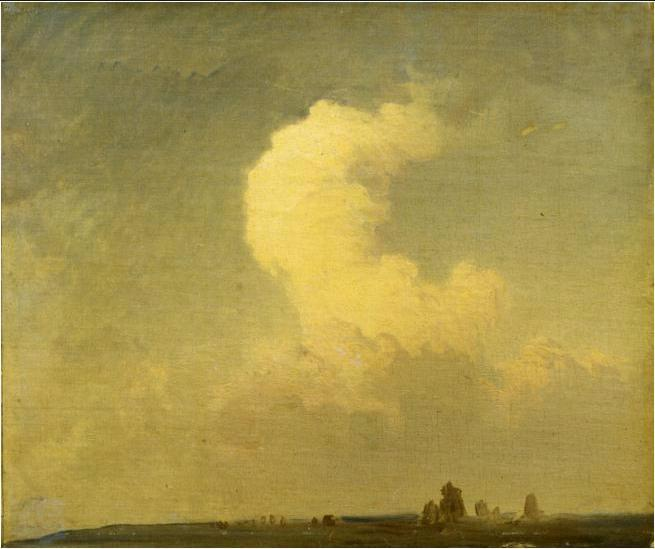
砂丘のイメージ

『砂丘』（さきゅう、アラビア語: الأحقاف UNGEGN式: Al-Ahqaf アル・アハカーフ）は、アル・クルアーン（コーラン）における第46番目のスーラである。
章の冒頭に神秘文字（Muqatta'at）が置かれているもの（計29スーラ）のうちの一つ。

## 主な内容

### 砂丘での警告
アードの同胞は、アード族に対して警告した。
同胞曰く、「 神以外の何かを崇拝してはいけない。最後の審判でのアード族への罰が心配である。」 - 21節
アード族曰く、「我々の信じるものを取り下げに来たのか。真実を語るつもりなら、その罰とやらを見せてみろ。」 - 22節
同胞曰く、「それは神だけが知るところだ。自分は、下された言葉を伝えるだけだ。それにしても、おまえたちが本当に愚かであることがこれで分かった。」 - 23節
雲を見てアード族曰く、「一雨来るぞ。」 - 24節
同胞曰く、「違う。その雲を運ぶ暴風こそ、おまえたちが見せろと言っていた罰だ。神の命令によって全てを破壊する暴風だ。」 - 24節、25節
翌朝になると、アード族のいない住居だけがあった。 - 25節
このように神を蔑ろ（ないがしろ）にするアード族は、アード族が信じるものに助けられることはなく、罰を受け、消え去った。 - 28節

### 背信者への警告、信者への福音、アル・クルアーン
- 天地とその間にあるものは、真理と時限を定めるために創造されたが、背信者は警告に従わない。 - 3節
- 神を蔑ろ（ないがしろ）にして「別の何か」を崇拝するのは邪道の者である。最後の審判で、その「別の何か」は逆に、邪道の者の敵に回る。 - 5節、6節
- 大天使ガブリエルはムハンマドに、「自分は未曾有の新説をなす革新的な使徒ではない。自分にも先のことはわからぬが、只、啓示に従う公明な警告者である。」と言わせている。 - 9節
- アル・クルアーンは神からのものであり、それはあるイスラエル人[5]も証明している。魔術ではなく、偽りでもない。 - 2節、7節、8節、10節
- アル・クルアーンは、悪行を為す者への警告であるとともに善行を為す者への福音である。アル・クルアーンはムーサー（モーセ）の啓典の再確認である。 - 12節
- 神を信じるものは、報奨として楽園に永遠に住むことができる。 - 13節、14節
- 神に感謝、悔悟、帰依する者は、現世の誤ちは見逃され、楽園に行く。各人に見合った報酬がある。不当な扱いはされない。しかし、現世で人間たちが生き返っていない、という現状を槍玉に上げ、復活を疑う場合には、これまでジンやもろもろの民族に下されてきた滅びが適用され、絶対に浮かばれない。 - 15節、18節、19節
- 現世で良い物を得て、享楽に耽った背信者は、地上での高慢と背信のかどで、罰を受けるとして、業火に晒される日が来る。 - 20節
- アードの同胞は、アード族へ警告をしたがアード族は聞き入れず、罰により消えた。 - 21節から28節
- アル・クルアーンを聴きたいというジンたちにアル・クルアーンを聴かせたところ、ジンたち曰く、「ムーサー（モーセ）以後の啓典[6]を確証する啓典が下されたのを、確かに聴いた。神に遣わされた召喚人を、人々は信じるべきだ。信じれば、罪は赦され、罰から救われる。信じない者は邪道である。神だけが守ってくれるというのに、信じない者は、迷う者である。」 - 29節から32節
- 天地創造に疲れもしない神が、死者を復活させるのは、簡単である。 - 33節
- 業火に晒されるその日になって、背信者は思い知る。思い知ったならと、神は、背信者に罰を与える。その時、背信者たちは、ものの1時間くらい墓に入っていただけのような気がする[7]。 - 34節、35節
- いずれにせよ、神を恐れぬ背信者だけが滅ぼされる。 - 35節

## アラビア語による『砂丘』全文
アル・クルアーン第46章 『الأحقاف （砂丘）』